# 迈克·埃文斯
迈克尔·利罗亚尔·埃文斯（英語：Michael Leeroyall Evans，1955年4月19日—），美国NBA联盟前职业篮球运动员。他在1978年的NBA选秀中第1轮第21顺位被丹佛掘金选中。
迈克·埃文斯在堪薩斯州立大學打球，以 2,115 分成為堪薩斯州立大學歷史得分榜第二的得分手，僅次於Jacob Pullen。
埃文斯曾在NBA四支球隊（聖安東尼奧馬刺、密爾瓦基公鹿、克利夫蘭騎士和丹佛金塊）度過了 9 年的 NBA 職業生涯。在他的職業生涯中，被認為是一名出色的三分射手，是該統計類別的聯盟領先者。